# St. Laurentius (Schwebheim)

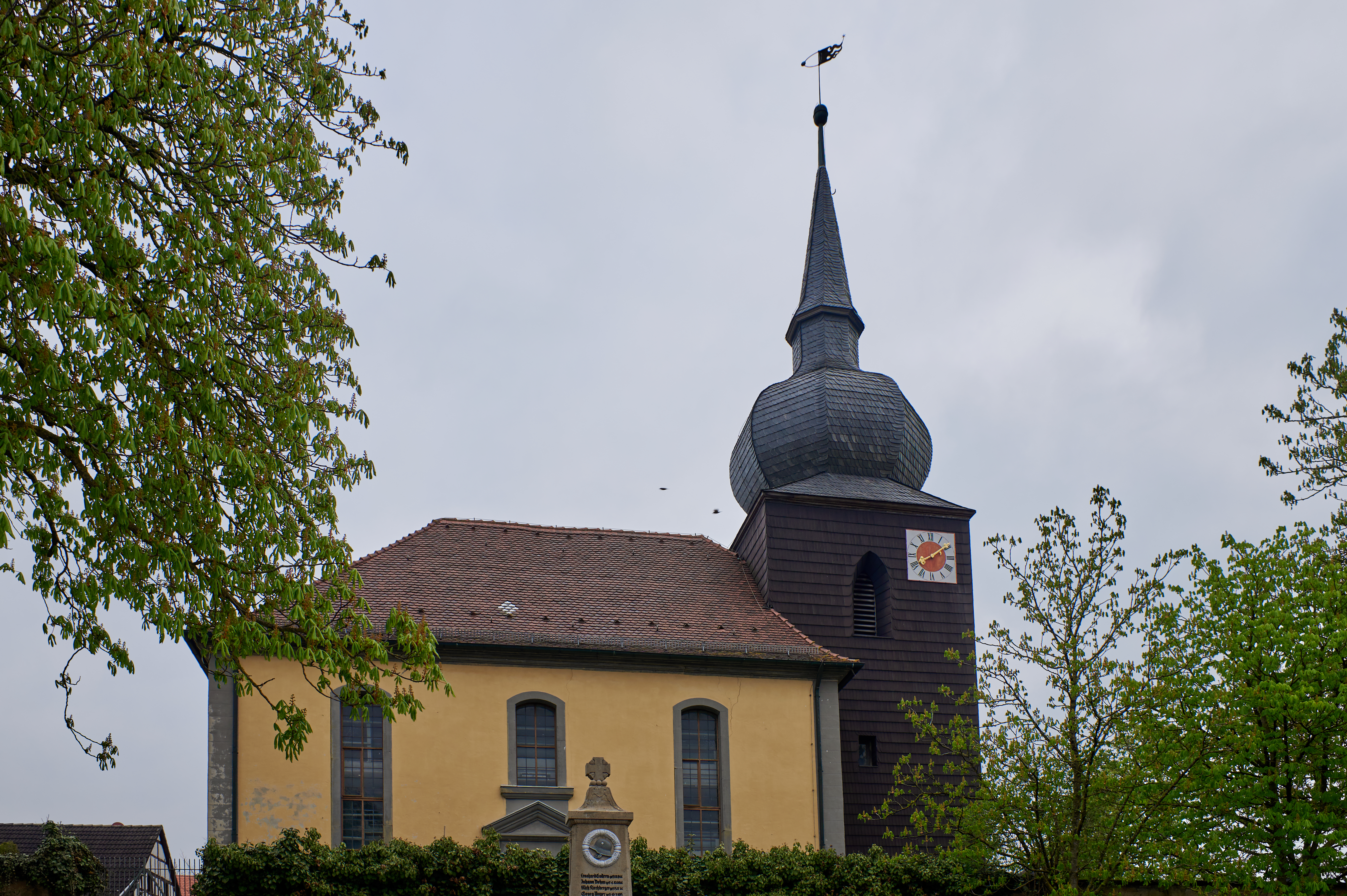
St. Laurentius (Schwebheim)

Die denkmalgeschützte, evangelisch-lutherische Filialkirche St. Laurentius steht in Schwebheim, einem Gemeindeteil der Stadt Burgbernheim im Landkreis Neustadt an der Aisch-Bad Windsheim (Mittelfranken, Bayern). Die Kirche ist unter der Denkmalnummer D-5-75-115-77 als Baudenkmal in der Bayerischen Denkmalliste eingetragen. Die Kirche gehört zur Pfarrei von St. Maria und Wendel (Illesheim) im Dekanat Bad Windsheim im Kirchenkreis Ansbach-Würzburg der Evangelisch-Lutherischen Kirche in Bayern.

## Beschreibung
Der mit Schindeln verkleidete und mit einer schiefergedeckten Zwiebelhaube bedeckte Chorturm stammt im Kern aus dem Jahr 1224. Sein oberstes Geschoss beherbergt die Turmuhr und den Glockenstuhl. Das Langhaus, dessen Walmdach mit Biberschwänzen bedeckt ist, entstand um 1700 im Markgrafenstil. Der Innenraum ist mit Emporen ausgestattet. Zur Kirchenausstattung gehört der 1805 gebaute Kanzelaltar und die Kirchenbänke aus dieser Zeit, die noch mit Türen versehen sind.
Die Friedhofsmauer stammt aus dem Anfang des 17. Jahrhunderts.